# 이루온
이루온(eluon)은 대한민국의 5G 통신장비 기업이다. 본사는 경기도 성남시 분당구 대왕판교로 660 유스페이스1 A동 905호에 위치해 있다. 대표이사는 이영성이며 소프텔레웨어에서 현재의 사명으로 변경하였다.

## 역사
1998년 대우통신 출신 이승구 대표와 이영성 대표가 창업하였다

## 참고 문헌
1. ↑  이정훈, 이루온, 세계최초 원전전용 무선통신시스템 개발 소식에 강세, 프라임경제, 2023.09.14
2. ↑  5G 통신장비 기업 이루온, 영업이익 220.61% 증가, 디지털투데이, 2024.02.05
3. ↑  김태훈, 소프텔레웨어, 사명 이루온으로 변경, 전자신문, 2006-03-28
4. ↑  윤상호, 이루온 이영성 대표, “화웨이보다 싸고 좋은 통신장비가 우리의 강점”, 디일렉, 2023.05.30